# Eleccions a Jurat de València

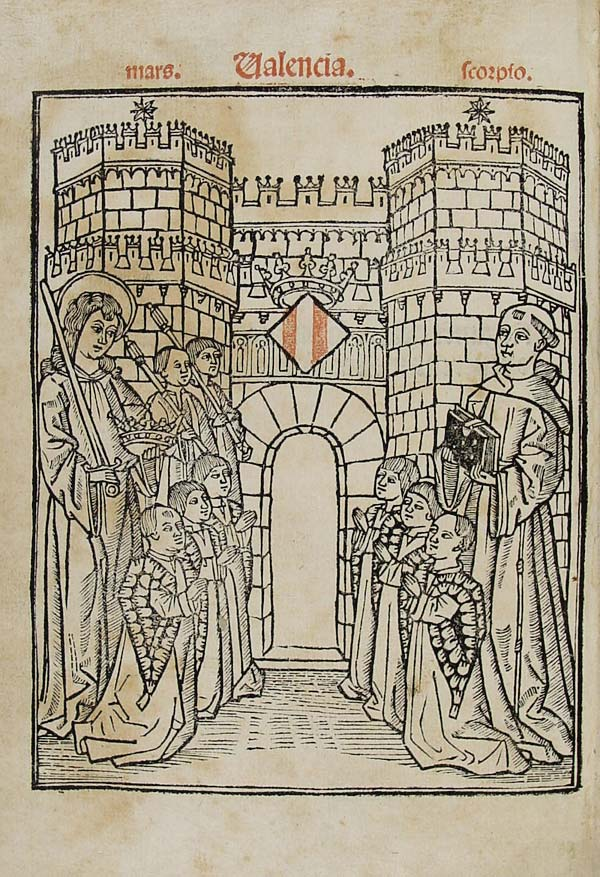
Portada de l'edició incunable del Regiment de la cosa pública (València, Cristòfor Cofman, 1499). A la dreta podem veure a Francesc Eiximenis, que ofereix als jurats de València el seu llibre. A l'esquerra podem veure l'àngel custodi de la ciutat i regne de València. Els sis Jurats de València romanen agenollats davant del Portal dels Serrans de l'antiga muralla de València

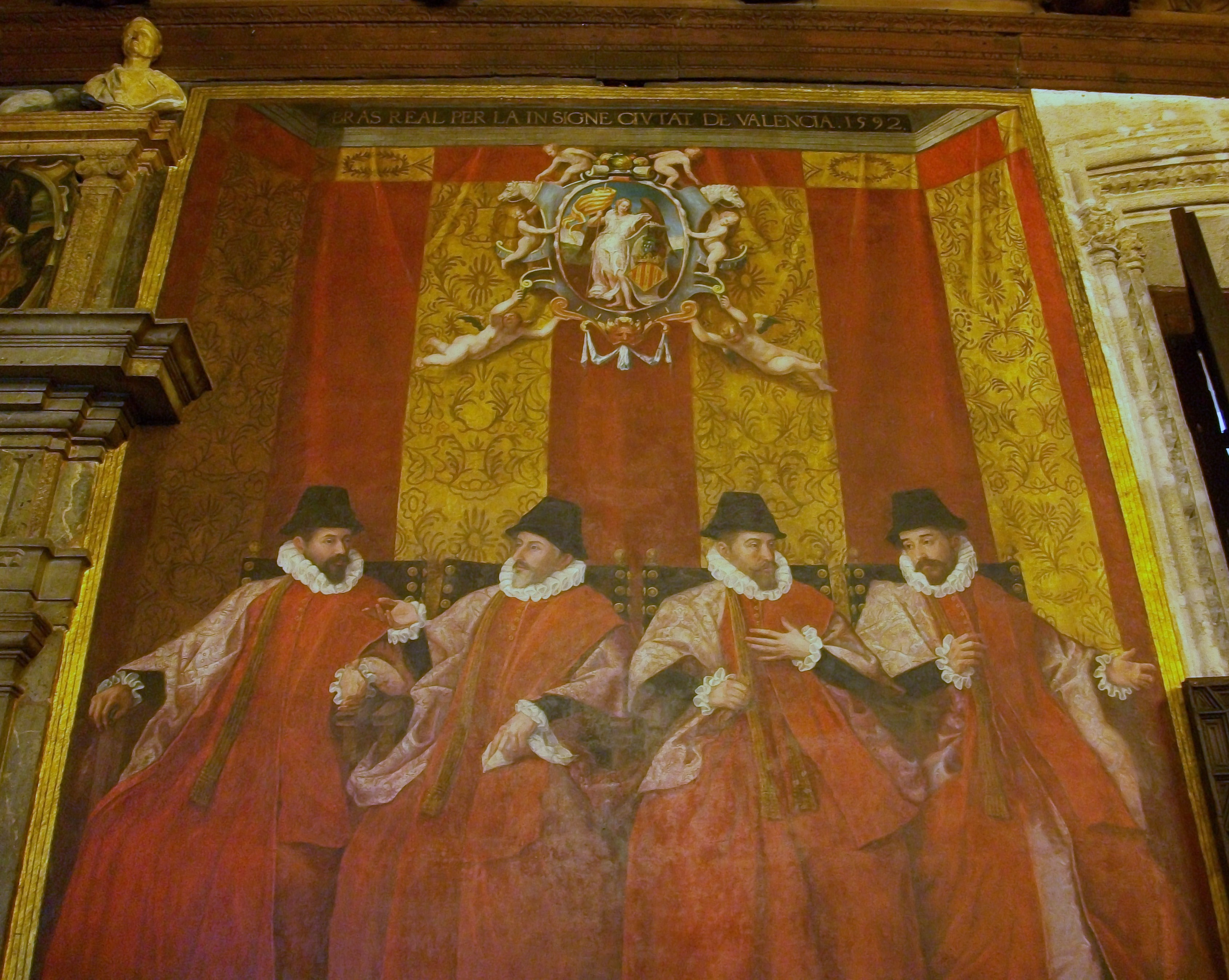
Braç reial per la ciutat de València

Les eleccions a Jurat de València foren el procediment mitjançant el qual es triaven als Jurats de la ciutat de València. La jornada electoral generalment tenia lloc la vigília de Pentecosta. El Rei Jaume I va establir en un privilegi de l'any 1245 que la ciutat seria regida per 4 Jurats elegits a l'atzar d'entre dues llistes de dotze ciutadans i cavallers respectivament (Un per cada parròquia de València). Més tard, l'any 1278, el Rei Pere I va intentar augmentar el nombre de Jurats fins a 6, però no ho aconseguí per dictamen contrari de la justícia. Finalment, a l'any 1321, Jaume II va aconseguir fixar el nombre de Jurats en 6, dos cavallers i quatre ciutadans, mantenint-se la institució i l'elecció sense grans canvis fins al Decret de Nova Planta. Cal assenyalar, també, que durant els anys 1520 i 1521, en els quals es desenvolupà la guerra de les Germanies, els sublevats exigiren que, dels quatre Jurats ciutadans, dos foren un menestral i un artesà. La llei establia que, per a poder ser elegit Jurat de València, calia tindre 25 anys d'edat mínima i ser veí de València o haver viscut en la ciutat com a mínim vint anys.

## Llista
| Data               | Jurat                   | Parròquia   | Condició | Nou |
| ------------------ | ----------------------- | ----------- | -------- | --- |
| 19 de juny de 1306 | Guillem Escrivà         | Sant Tomàs  | Ciutadà  | 1   |
| 19 de juny de 1306 | Tomàs Fabra             | Sant Tomàs  | Ciutadà  | 1   |
| 19 de juny de 1306 | Guillem Salom           | n/a         | Ciutadà  | 1   |
| 19 de juny de 1306 | Berenguer de Solsona    | n/a         | Ciutadà  | 1   |
| 16 de juny de 1307 | Guillem de Manresa      | Santa Maria | Ciutadà  | 1   |
| 16 de juny de 1307 | Bernat de Sarrià        | n/a         | Ciutadà  | 1   |
| 16 de juny de 1307 | Joan Comte              | n/a         | Ciutadà  | 1   |
| 16 de juny de 1307 | Joan Bonmacip           | n/a         | Ciutadà  | 1   |
| 2 de juny de 1308  | Maymó Saplana           | n/a         | Ciutadà  | 1   |
| 2 de juny de 1308  | Guillem Mir             | Sant Tomàs  | Ciutadà  | 1   |
| 2 de juny de 1308  | Guillem Salom           | n/a         | Ciutadà  | N   |
| 2 de juny de 1308  | Berenguer Samorera      | n/a         | Ciutadà  | 1   |
| 15 de juny de 1309 | Berenguer Desclapés     | n/a         | Ciutadà  | 1   |
| 15 de juny de 1309 | Pere Mir                | Sant Tomàs  | Ciutadà  | 1   |
| 15 de juny de 1309 | Tomàs Fabra             | Sant Tomàs  | Ciutadà  | N   |
| 15 de juny de 1309 | Espanyol de Cervató     | Sant Joan   | Ciutadà  | 1   |
| 1310               | Arnau Safont            | n/a         | Ciutadà  | N   |
| 1310               | Benet Dalmau            | n/a         | Ciutadà  | 1   |
| 1310               | Ramon de Poblet         | n/a         | Ciutadà  | 1   |
| 1310               | Pere de Bonescombes     | n/a         | Ciutadà  | 1   |
| 30 de maig de 1311 | Maymó Saplana           | n/a         | Ciutadà  | N   |
| 30 de maig de 1311 | Bertomeu Matoses        | n/a         | Ciutadà  | 1   |
| 30 de maig de 1311 | Bernat Planell          | n/a         | Ciutadà  | 1   |
| 30 de maig de 1311 | Ramon Mascó             | n/a         | Ciutadà  | 1   |
| 14 de maig de 1312 | Guillem Escrivà         | Sant Tomàs  | Ciutadà  | N   |
| 14 de maig de 1312 | Bertomeu Ceriol         | n/a         | Ciutadà  | 1   |
| 14 de maig de 1312 | Jaume Bonmacip          | n/a         | Ciutadà  | 1   |
| 14 de maig de 1312 | Joan Comte              | n/a         | Ciutadà  | 1   |
| 3 de juny de 1313  | Ponç de Soler           | n/a         | Ciutadà  | 1   |
| 3 de juny de 1313  | Ramon de Poblet         | n/a         | Ciutadà  | N   |
| 3 de juny de 1313  | Bernat de Solsona       | n/a         | Ciutadà  | 1   |
| 3 de juny de 1313  | Salvador de Genestar    | n/a         | Ciutadà  | 1   |
| 3 de juny de 1314  | Guillem Colom           | n/a         | Ciutadà  | 1   |
| 3 de juny de 1314  | Jaume Bonmacip          | n/a         | Ciutadà  | N   |
| 3 de juny de 1314  | Pere de Bonescombes     | n/a         | Ciutadà  | N   |
| 3 de juny de 1314  | Pere Savil·la           | n/a         | Ciutadà  | 1   |
| 11 de maig de 1315 | Berenguer de Carcassona | n/a         | Ciutadà  | 1   |
| 11 de maig de 1315 | Dino Guiandoni          | n/a         | Ciutadà  | 1   |
| 11 de maig de 1315 | Esteve Roca             | n/a         | Ciutadà  | 1   |
| 11 de maig de 1315 | Bertomeu de Cruïlles    | n/a         | Ciutadà  | 1   |
| 30 de maig de 1316 | Ramon de Poblet         | n/a         | Ciutadà  | N   |
| 30 de maig de 1316 | Guillem Salom           | n/a         | Ciutadà  | N   |
| 30 de maig de 1316 | Arnau Guillem Català    | n/a         | Ciutadà  | 1   |
| 30 de maig de 1316 | Bertomeu de Saranyon    | n/a         | Ciutadà  | 1   |
| 22 de maig de 1317 | Guillem Escrivà         | Sant Tomàs  | Ciutadà  | N   |
| 22 de maig de 1317 | Bernat d'Esplugues      | n/a         | Ciutadà  | 1   |
| 22 de maig de 1317 | Ponç de Soler           | n/a         | Ciutadà  | N   |
| 22 de maig de 1317 | Dino Guiandoni          | n/a         | Ciutadà  | N   |
| 11 de juny de 1318 | Guillem de Manresa      | Santa Maria | Ciutadà  | N   |
| 11 de juny de 1318 | Joan Comte              | n/a         | Ciutadà  | N   |
| 11 de juny de 1318 | Pere d'Aguilar          | n/a         | Ciutadà  | 1   |
| 11 de juny de 1318 | Simon Conill            | n/a         | Ciutadà  | 1   |
| 27 de maig de 1319 | Bertomeu Matoses        | n/a         | Ciutadà  | N   |
| 27 de maig de 1319 | Bernat Planell          | n/a         | Ciutadà  | N   |
| 27 de maig de 1319 | Jaume Bonmacip          | n/a         | Ciutadà  | N   |
| 27 de maig de 1319 | Arnau Savil·la          | n/a         | Ciutadà  | 1   |
| 18 de maig de 1320 | Bernat Dalmau           | n/a         | Ciutadà  | 1   |
| 18 de maig de 1320 | Jaume Escrivà           | n/a         | Ciutadà  | 1   |
| 18 de maig de 1320 | Dino Guiandoni          | n/a         | Ciutadà  | N   |
| 18 de maig de 1320 | Salvador Rich           | n/a         | Ciutadà  | 1   |
| 6 de juny de 1321  | Guillem Salom           | n/a         | Ciutadà  | N   |
| 6 de juny de 1321  | Ramon Guillem Català    | n/a         | Ciutadà  | 1   |
| 6 de juny de 1321  | Jaume de Castellet      | n/a         | Ciutadà  | 1   |
| 6 de juny de 1321  | Ponç de Llançà          | n/a         | Ciutadà  | 1   |
| 30 de maig de 1322 | Ramon de Poblet         | n/a         | Ciutadà  | N   |
| 30 de maig de 1322 | Benet Colom             | n/a         | n/a      | 1   |
| 30 de maig de 1322 | Berenguer March         | n/a         | n/a      | 1   |
| 30 de maig de 1322 | Ramon Montalt           | n/a         | n/a      | 1   |
| 30 de maig de 1322 | Benet Planell           | n/a         | n/a      | 1   |
| 30 de maig de 1322 | Lluís Miquel            | n/a         | n/a      | 1   |
| 15 de maig de 1323 | Ponç de Soler           | n/a         | Ciutadà  | N   |
| 15 de maig de 1323 | Dino Guiandoni          | n/a         | Ciutadà  | N   |
| 15 de maig de 1323 | Ramon de Soler          | n/a         | n/a      | 1   |
| 15 de maig de 1323 | Pere Guillem Català     | Santa Creu  | n/a      | 1   |
| 15 de maig de 1323 | Joan Comte              | n/a         | Ciutadà  | N   |
| 15 de maig de 1323 | Benet de Ballach        | n/a         | n/a      | 1   |